# ولابرگ
ولابرگ (به آلمانی: Wollaberg) یک منطقهٔ مسکونی در آلمان است که در یاندلسبرون واقع شده‌است. ولابرگ ۵۰۰ نفر جمعیت دارد.